# Sydney Penny
Sydney Margaret Penny (Nashville, 6 agosto 1971) è un'attrice statunitense.

## Carriera
Ha raggiunto la notorietà a soli 12 anni, per il ruolo di Maggie da bambina nello sceneggiato Uccelli di rovo (1983) con Richard Chamberlain.
Nel 1985 ha interpretato la quindicenne Megan nel film Il cavaliere pallido, diretto e interpretato da Clint Eastwood, film che le ha dato ulteriore popolarità, mostrando le sue doti di attrice.
Ha poi lavorato, tra l'altro, in Santa Barbara (1992-1993), in cui ha interpretato B.J. Walker, ne La valle dei pini (1993-2008), in Beverly Hills 90210 (2000) e in Beautiful (2003-2005), dove ha interpretato Samantha Kelly. Del 2001 è la sua partecipazione al telefilm Largo Winch, dove interpreta Joy Arden, una ex agente della CIA che protegge Winch dai nemici.
Tra il 2014 e il 2015 è stata guest star in alcuni episodi della quinta stagione della serie televisiva Pretty Little Liars, nella parte di Leona, madre di Mona.
Ha ottenuto due candidature agli Emmy Awards come miglior attrice.

## Filmografia parziale

### Cinema
- La storia di Patricia Neal, regia di Anthony Harvey (1981)
- Questa è magia Charlie Brown, regia di Phil Roman (1981)
- Il cavaliere pallido (Pale Rider), regia di Clint Eastwood (1985)
- Ultime notizie, regia di Mike Robe (1986)
- Hyper Sapien: gli extraterrestri ci guardano, regia di Peter R. Hunt (1986)
- Bernadette, regia di Jean Delannoy (1988)
- La passione di Bernadette, regia di Jean Delannoy (1989)
- Figlio delle tenebre, regia di Marina Sargenti (1991)
- Uccelli di rovo: Vecchi amici, nuove storie, regia di Matthew Asner (2003)
- McBride - Doppio omicidio, regia di John Larroquette (2005)
- La vera eredità, regia di Yelena Lanskaya (2006)
- The Wish List, regia di Kevin Connor (2010)
- The Wife He Met Online, regia di Curtis Crawford (2011)
- Dark Canyon, regia di Dustin Rikert (2012)
- Little Red Wagon, regia di David Anspaugh (2012)
- The Perfect Summer, regia di Gary Wheeler (2013)
- Heart of the Country, regia di John Ward (2014)
- Obsessed on Campus, regia di Anthony Lefresne (2015)

### Televisione
- Saranno famosi (1982)
- T.J. Hooker (1983)
- Uccelli di rovo (1983)
- A cuore aperto (1983)
- Il mio amico Ricky (1984)
- Mezzo pollice (1985)
- Ai confini della realtà (The Twilight Zone) – serie TV, episodio 1x57 (1986)
- Un anno nella vita (1988)
- La ciociara, regia di Dino Risi (1989)
- Santa Barbara (1992-1993)
- La valle dei pini (1993-2008)
- Hyperion Bay (1998-1999)
- Beverly Hills 90210 (2000)
- Largo Winch (2001-2003)
- Beautiful (2003-2005)
- Drop Dead Diva (2011)
- I giorni della nostra vita (2011)
- Pretty Little Liars (2014-2015)

## Premi e riconoscimenti
- Emmy Awards

Nomination:
- Miglior giovane attrice in una serie drammatica, per Santa Barbara (1993)
- Miglior attrice non protagonista in una serie drammatica, per La valle dei pini (1995)

- Young Artist Awards

Vinti:
- Miglior giovane attrice in un film per la Televisione, per Uccelli di rovo (1984)
- Miglior giovane attrice in un film, per Il cavaliere pallido (1986)

Nomination:
- Miglior giovane attrice in un film per la Televisione, per La storia di Patricia Neal (1983)
- Miglior giovane attrice in un film per la Televisione, per The Capture of Gryzzly Adams (1983)
- Miglior giovane attrice in un film per la Televisione, per The Circle Family (1983)
- Miglior giovane attrice in una serie televisiva, per Il mio amico Ricky (1985)

- Soap Opera Digest Awards

Vinti:
- Miglior storia d'amore (con Keith Hamilton Cobb) in una soap-opera, per La valle dei pini (1996)

Nomination:
- Miglior attrice debuttante in una soap-opera, per Santa Barbara (1993)
- Miglior giovane attrice protagonista in una soap-opera, per La valle dei pini (1995)